# Iablunivka, Derajnea
Iablunivka (în ucraineană Яблунівка) este localitatea de reședință a comunei Iablunivka din raionul Derajnea, regiunea Hmelnîțkîi, Ucraina.

## Demografie
Componența lingvistică a localității Iablunivka
     Ucraineană (99,28%)
     Alte limbi (0,54%)
Conform recensământului din 2001, majoritatea populației localității Iablunivka era vorbitoare de ucraineană (99,28%), existând în minoritate și vorbitori de alte limbi.